# Pezzi unici
Pezzi unici è una serie televisiva italiana del 2019, diretta da Cinzia TH Torrini.

## Trama
Vanni Bandinelli è uno stimato artigiano fiorentino proprietario di una bottega che la sua famiglia tramanda da generazioni; se come falegname e restauratore non ha eguali, come padre ha invece commesso molti errori. Due mesi dopo la misteriosa morte del figlio Lorenzo, che aveva superato la tossicodipendenza e aveva trovato lavoro in una casa-famiglia, si ritrova ad avere a che fare con cinque scapestrati giovani per i quali lo stesso Lorenzo aveva avviato un laboratorio di falegnameria intitolato Pezzi unici (poiché considerava ognuno come un pezzo uscito dalle mani di un artigiano). Mentre aiuta questi giovani a superare il passato facendo leva sulla funzione salvifica del lavoro manuale, e sospettando che sappiano più cose su Lorenzo di quanto vogliano far credere, Vanni ricostruisce poco a poco (anche grazie a frequenti flashback) i drammi personali vissuti da ciascuno di loro e il mistero che si cela dietro l'omicidio del figlio.

## Episodi
| Stagione       | Episodi | Prima TV |
| -------------- | ------- | -------- |
| Stagione unica | 12      | 2019     |

## Personaggi e interpreti
- Giovanni “Vanni” Bandinelli, interpretato da Sergio Castellitto.
Maestro artigiano del legno, vive la sua vita praticamente all'interno della rinomata bottega di famiglia; il suo talento è frutto di tanta disciplina e duro lavoro. Sarà proprio il suo carattere rigoroso, severo e intransigente, però, a rovinare il legame col figlio Lorenzo, divenuto per un certo periodo tossicodipendente e morto precocemente in circostanze poco chiare. Il senso di colpa scaturito dal fatto di non averlo mai compreso fino in fondo e di non aver mai chiarito con lui, porterà alla separazione tra Vanni e sua moglie e farà sì che l'uomo accetti di portare avanti il progetto riabilitativo avviato da Lorenzo per cinque ragazzi di una casa-famiglia, per i quali l'uomo diventerà una sorta di padre putativo. Interagendo con i cinque ragazzi, ognuno con una storia travagliata alle spalle, Vanni capisce che loro sono strettamente collegati alla scomparsa di Lorenzo e imparando a conoscerli cerca di far luce sulla misteriosa morte del figlio finendo con il collaborare anche con loro e aiutandoli contemporaneamente ad affrontare i loro passati irrisolti.
- Anna Berardi, interpretata da Irene Ferri.
Direttrice di una casa-famiglia. Determinata, fiduciosa e volitiva si batte per offrire un'opportunità di riscatto tramite l'assunzione di responsabilità, convinta che sia questa, e non la punizione, a rendere consapevoli degli sbagli commessi. Quando era poco più di un'adolescente sua sorella minore scomparve nel nulla e, sebbene non abbia alcuna colpa dell'accaduto, al dolore ha aggiunto il senso di colpa. L'incontro con Vanni le darà la forza necessaria per affrontare questo fantasma del passato.
- Chiara Fanti, interpretata da Fabrizia Sacchi.
Moglie di Vanni, ha conquistato il marito vincendo le sue resistenze in merito alla differenza d'età, essendo lui più grande di 10 anni, grazie alla sua bellezza e determinazione. La morte del figlio Lorenzo, però, mette in seria crisi il loro rapporto.
- Lapo, interpretato da Leonardo Pazzagli.
Un ragazzo 19enne che si lascia facilmente prendere dall'ira. Ha perso il padre artigiano a soli sette anni, ha una madre tossicodipendente e un violento patrigno spacciatore. Nel profondo, Lapo è un ragazzo dal cuore grande che spera di poter mostrare i propri sentimenti senza temere di essere aggredito e umiliato, e la sua tenera storia d'amore e rispetto reciproco con la dolce Valentina mette in luce questo lato del suo carattere. Quasi certamente si può considerare il migliore nel corso intrattenuto con Vanni.
- Erica Giordani, interpretata da Anna Manuelli.
Una ragazza 19enne figlia secondogenita di una ricca coppia dell'alta borghesia fiorentina. È considerata la pecora nera della famiglia, da cui è sempre trattata con esigenza e anaffettività e che l'ha affidata alla casa-famiglia in seguito ad un atto di vandalismo nato come estremo tentativo di ribellione. Tutto questo l'ha portata a diventare cinica, ostinata e vendicativa e a cercare l'affetto mancato in relazioni sbagliate che non hanno fatto altro che acuire la sua frustrazione e a provare i sentimenti in maniera ossessiva e paranoica. Ha un grande talento per il disegno e si affezionerà molto a Vanni.
- Elia Forti, interpretato da Moisé Curia.
Un ragazzo 21enne che sta portando avanti un difficile percorso di disintossicazione. In poco tempo la sua passione per la musica, che lo ha portato a diventare il batterista in una band, si è trasformata in una carriera di alto livello: tuttavia, non è riuscito a reggere il peso e lo stress dell'improvviso successo e ha finito per rifugiarsi nella droga. Schivo e introverso, cerca di rimettersi in gioco e spezzare il circolo vizioso che l'ha tenuto prigioniero anche grazie al supporto di Lorenzo, che lo incoraggia e col quale era diventato grande amico. È molto legato a Jess, da un rapporto di fiducia e fraterno affetto. Prova un'attrazione nascosta per Beatrice e solo alla fine della storia si lascia andare con lei.
- Jess, interpretata da Lucrezia Massari.
Una bella e avvenente ragazza 20enne che è stata condannata per furto. Anche se Lucio, l'uomo che ha amato e sposato, e che l'ha trasformata in una ladra professionista, è finito in carcere, anche così continua a farle paura. Jess vorrebbe smettere di rubare, ma quell'uomo violento e manipolativo le ha tolto la fiducia nei confronti sia degli altri che in sé stessa. Vuole molto bene a Elia, che per lei è come un fratello e ad Anna, che la supporta sempre. Si scopre in seguito molto innamorata, ricambiata, di Lorenzo.
- Valentina interpretata da Carolina Sala.
Una ragazza 17enne, l'unica sulla quale non pende una condanna, essendo arrivata nella casa-famiglia dopo svariati affidi fallimentari. Gentile e solare, dietro l'aspetto d'angelo si nasconde una terribile storia di abusi: i suoi genitori la costringevano a prostituirsi. Benché abbia provato a rimuovere questi ricordi, si sente ancora sporca e indegna, piena di vergogna e paura, ma la salda relazione romantica con Lapo l'aiuta a superare questi momenti.
- Beatrice Corsi, interpretata da Margherita Tiesi.
Una ragazza 21enne figlia unica di Marcello, il migliore amico di Vanni. Dal carattere fiero, intraprendente e con la testa sulle spalle, aiuta il padre lavorando come saldatrice. S'innamora a prima vista di Elia, che in silenzio e nel profondo ricambia il sentimento, cosa che lascia suo padre Marcello alquanto contrariato.
- Lorenzo Bandinelli, interpretato da Lorenzo de Moor.
Figlio di Vanni e Chiara, è morto due mesi prima dell'inizio della storia. Ha avuto fin da piccolo un rapporto molto conflittuale con il padre, il quale l'ha iniziato precocemente all'artigianato anziché alla pittura, vera vocazione di Lorenzo. La rottura definitiva col padre avviene quando ha iniziato a drogarsi. Una volta riuscito a disintossicarsi, matura un carattere ancora più forte, deciso e risoluto e decide di dedicarsi al recupero di ragazzi problematici avviando un corso di falegnameria che verrà ereditato e portato avanti dal padre. Diventa un grande amico per tutti i cinque ragazzi protagonisti e si innamora, ricambiato, di Jess.
- Carlo Fanti, interpretato da Marco Cocci.
Fratello minore di Chiara, di professione antiquario. Affascinante e ricco, ama l'arte, la bella vita e le belle donne. Il suo rapporto col cognato Vanni somiglia più a quello padre-figlio. Fa di tutto affinché la sorella e Vanni rinsaldino il loro rapporto e affrontino uniti il dolore per la scomparsa del figlio.
- Marcello Corsi, interpretato da Giorgio Panariello.
Di professione fabbro e dal carattere piuttosto burbero e diffidente, è il migliore amico di Vanni. Vedovo da molti anni, ha un'unica figlia, Beatrice, per la quale cerca di essere il miglior genitore possibile.

## Produzione
La serie è stata girata tra Roma, Firenze e Prato. La “Via degli Artigiani” in realtà è “via Luigi Muzzi” a Prato, mentre la trattoria dove pranzano quotidianamente i protagonisti è il ristorante “La vecchia cucina di Soldano”, storico locale di Prato, con gli esterni della bottega di Vanni presso la cappelleria “Teresa” e quella del fabbro presso la gioielleria “Tani”. A Firenze, oltre alle panoramiche, sono state girate alcune scene in piazza dei Ciompi, piazza Santo Spirito, piazza della Signoria, piazza Santa Maria Novella, nell'abbazia di San Miniato al Monte, nel cenacolo di Andrea del Sarto, all'Antico setificio fiorentino, al giardino Bardini, a palazzo Corsini al Parione, alla villa di Maiano (villa Cellesi) e nella Galleria Bellini. Nei dintorni di Roma si trovano il monastero (l'abbazia di San Giovanni in Argentella) e il centro ippico di Cerveteri.
Le opere e i prodotti artigianali presenti nella serie sono stati realizzati da circa cento artigiani fiorentini, che hanno così contribuito in maniera fondamentale alla realizzazione della fiction. La scultura “Amore e Psiche” è stata realizzata da Enrica Barozzi, scultrice originaria di Cortina d'Ampezzo e vincitrice del “Fiorino d'oro” di Firenze.